# Mixe-Zoque-Sprachen

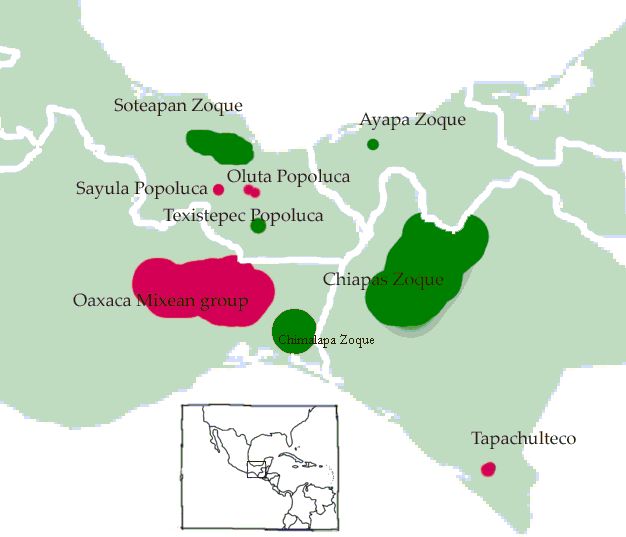
Verbreitungsgebiet (Mixe: magenta; Zoque: grün)

Mixe-Zoque ist eine Sprachfamilie in Amerika, die sich in die Zweige Mixe mit zehn Sprachen und Zoque mit sieben Sprachen gliedert. Die Mixe-Zoque-Sprachen werden hauptsächlich in Mexiko gesprochen. Sie gehören zu den indigenen amerikanischen Sprachen.